# Уступу
Уступу (азер. Üstüpü, колишня назва: Ustupu) — село в Ордубадському районі Нахічеванської Автономної Республіки Азербайджанської Республіки. Це центр однойменного муніципалітету. 

## Історія
Попередня назва Уступу (Ustupu) була змінена на Уступу (Üstüpü) 1 березня 2003 року. Село має дуже давню історію. На північно-західних схилах села є кочовий цвинтар, а в центрі села — історична лазня.

## Топоніміка
Село, яке знаходиться біля підніжжя гори. Він відомий як поселення з періоду Сефевідів (16 століття). За словами місцевих жителів, через пір на вершині села село перейменували на Уступір (від азербайджанської üstu — зверху), а згодом дещо змінили ойконім. У діалекті західної групи азербайджанської мови ustupulu / ustuflu / ustublu вживається в значенні «охайний, охайно». Можливо, з цим значенням пов’язана назва села. З 2003 року назва села зареєстрована як Уступу (Üstüpü).

## Географія та клімат
Від райцентру 36 км на північний захід. Він прилягає до сіл Ченнаб і Мазра. Село розташовано на значній висоті та має річку. Посушливий климат, температура взимку сягає до -15°C та літком до 35°C.  Мало дощей.
Плодородні ґрунти, які дають різноманітні овочі та фрукти та особливо смачні та корисні горіхи та фасоль, які приваблюють мешканців прилеглих населених пунктів та мають більшу вартість, ніж у конкурентів. Є багато джерел, підземні води яких мають низький вміст йоду, що зумовлюється великою кількістю дерев горіхів. 

## Населення
Населення — 1281 чоловік. (2009), яке зростає влітку та занепадає взимку.

### Знаменитості
- Фарадж Гулієв[5] — громадсько-політичний діяч, незалежний депутат, депутат Міллі Меджлісу Азербайджанської Республіки четвертого та п'ятого скликань; Лідер Партії національного відродження . Колишній воїн; Член Спілки письменників Азербайджану.

## Економіка
Населення займається плодівництвом, землеробством, тваринництвом і бджільництвом. 

## Культура
Є середня школа, дитячий садок, клуб, бібліотека, мечеть, футбольний стадіон, крамниця та стара лазня. Біля школи побудовано дитячий майданчик.

## Дивись також
Сторінка села у Фейсбук: https://www.facebook.com/DesdekOlunSeyfemize